# 埃库维耶
埃库维耶（法語：Écouviez，法語發音：[ekuvje]）是法国默兹省的一个市镇，位于该省北部，属于凡尔登区。

## 地理
埃库维耶（49°31'37"N, 5°27'35"E）面积4.3 平方千米，位于法国大東部大區默兹省，该省份为法国西北部内陆省份，北与比利时接壤，西接马恩省和阿登省，南至上马恩省和孚日省，东临默尔特-摩泽尔省。
与埃库维耶接壤的市镇（或旧市镇、城区）包括：鲁夫鲁瓦、沃洛讷、大韦尔讷伊。

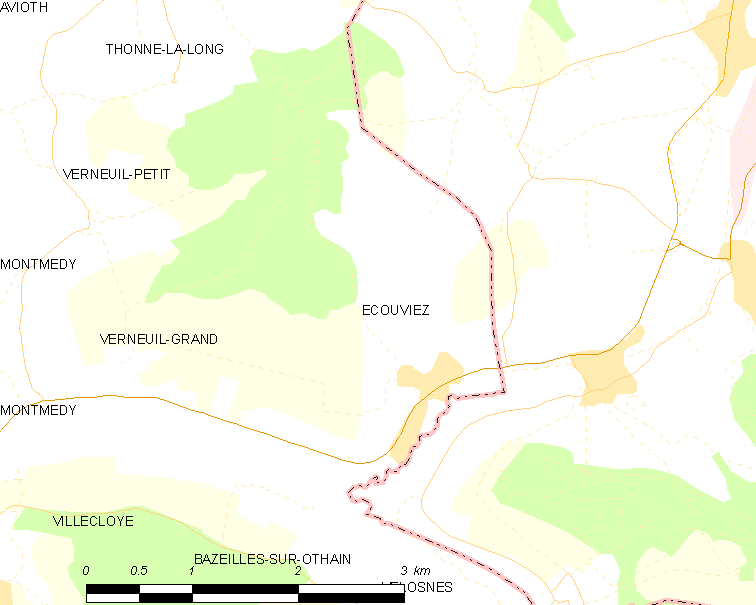
埃库维耶的OSM定位图

埃库维耶的时区为UTC+01:00、UTC+02:00（夏令时）。

## 行政
埃库维耶的邮政编码为55600，INSEE市镇编码为55169。

## 政治
埃库维耶所属的省级选区为蒙梅迪县。

## 人口

1962-2008年间埃库维耶人口变化图示

埃库维耶于2022年1月1日时的人口数量为534人。